# Уильямс, Дональд (баскетболист)
Дональд Уильямс (англ. Donald Williams; родился 24 февраля 1973 года в Гарнере, штат Северная Каролина, США) — американский профессиональный баскетболист. Чемпион Национальной ассоциации студенческого спорта (NCAA) в сезоне 1992/1993 годов, в котором был признан самым выдающимся игроком этого баскетбольного турнира. Чемпион и обладатель кубка Австрии в сезоне 1995/1996 годов.

## Ранние годы
Дональд Уильямс родился 24 февраля 1973 года в городе Гарнер (штат Северная Каролина), учился там же в средней школе Гарнер Магнет, в которой играл за местную баскетбольную команду. В 1991 году принимал участие в игре McDonald’s All-American, в которой принимают участие лучшие выпускники школ США и Канады.

## Студенческая карьера
В 1995 году окончил университет Северной Каролины в Чапел-Хилл, где в течение четырёх лет играл за студенческую команду «Северная Каролина Тар Хилз», в которой провёл успешную карьеру под руководством члена Зала славы баскетбола Дина Смита, набрав в 122 играх 1489 очков (12,2 в среднем за игру), 252 подбора, 199 передач и 92 перехвата. При Уильямсе «Тар Хилз» два раза выигрывали регулярный чемпионат (1993, 1995) и один раз — турнир конференции Атлантического Побережья (1994), а также четыре раза выходили в плей-офф студенческого чемпионата США (1992—1995).
В 1993 году «Северная Каролина Тар Хилз» стали чемпионами Национальной ассоциации студенческого спорта (NCAA), а Дональд Уильямс был признан самым выдающимся игроком этого баскетбольного турнира. 28 марта «Тар Хилз» вышли в финал четырёх турнира NCAA (англ. Final Four), где сначала в полуфинале, 3 апреля, обыграли команду Рекса Уолтерса и Грега Остертага «Канзас Джейхокс» со счётом 78—68, в котором Уильямс стал лучшим по результативности игроком матча, набрав 25 очков, а затем в финальном матче, 5 апреля, переиграли команду Джувана Ховарда, Джалена Роуза и Криса Уэббера «Мичиган Вулверинс» со счётом 77—71, в котором Дональд также стал лучшим по результативности игроком матча, вновь набрав 25 очков. В сезоне 1994/1995 годов «Тар Хилз» снова вышли в финал четырёх турнира NCAA, где в полуфинале, 1 апреля, проиграли команде Корлисса Уильямсона «Арканзас Рейзорбэкс», со счётом 68—75, в котором Уильямс стал лучшим по результативности игроком своей команды, набрав 19 очков.
В 1993 году Дональд Уильямс стал в составе сборной США чемпионом Универсиады в Баффало, обыграв в финальном матче национальную сборную Канады.

## Профессиональная карьера
Играл на позиции разыгрывающего защитника и атакующего защитника. В 1995 году не стал выставлять свою кандидатуру на драфт НБА, а сразу решил уехать играть в Европу, где выступал за австрийский «УБК Санкт-Пёльтен», немецкие «Хертенер Лёвен» и «Брандт Хаген», греческий «Спортинг Афины», израильский «Хапоэль Цфат», кипрский «АЕЛ Лимасол», французские «Безансон БКД» и «КСП Лимож», шведский «Сёдертелье Кингз», испанскую «Мелилью», польский «Свеце». В составе команды «УБК Санкт-Пёльтен» в сезоне 1995/1996 годов стал чемпионом и обладателем кубка Австрии, в составе «Сёдертелье Кингз» в сезоне 2004/2005 годов стал чемпионом Швеции.
Кроме того Уильямс выступал в младших американских профессиональных лигах, в Баскетбольной лиге соединённых штатов (USBL) за «Роли Кугарз», в Континентальной баскетбольной ассоциации (КБА) за «Су-Фолс Скайфорс» и в Международной баскетбольной лиге (IBL) за «Ричмонд Ритм». В 1998—1999 годах защищал цвета филиппинского клуба «Формула Шелл», в составе которого в 1998 году стал чемпионом конференции Governors Cup, а в 2001—2002 годах выступал в составе выставочной команды «Гарлем Глобтроттерс».